# 歐洲E63公路
歐洲E63公路是欧洲的一条国际公路，全段位於芬蘭境內。北起索丹屈萊，經庫奧皮奧，至圖爾庫，全長1,126公里。
索丹屈萊—庫奧皮奧段同時是芬蘭國道5號的一部分，而庫奧皮奧—圖爾庫段同時是國道9號的一部分。